# XB-21轟炸機
North American XB-21（公司編號為NA-21）有時也稱為龍(dragon)”，是一款由北美航空 於1930年代期末開發的轟炸機。相較於其競爭對手B-18轟炸機，B-21的價格貴上許多，因此就算陸軍訂購了少量飛機用於評估，但最終只製造了原型機。

## 發展

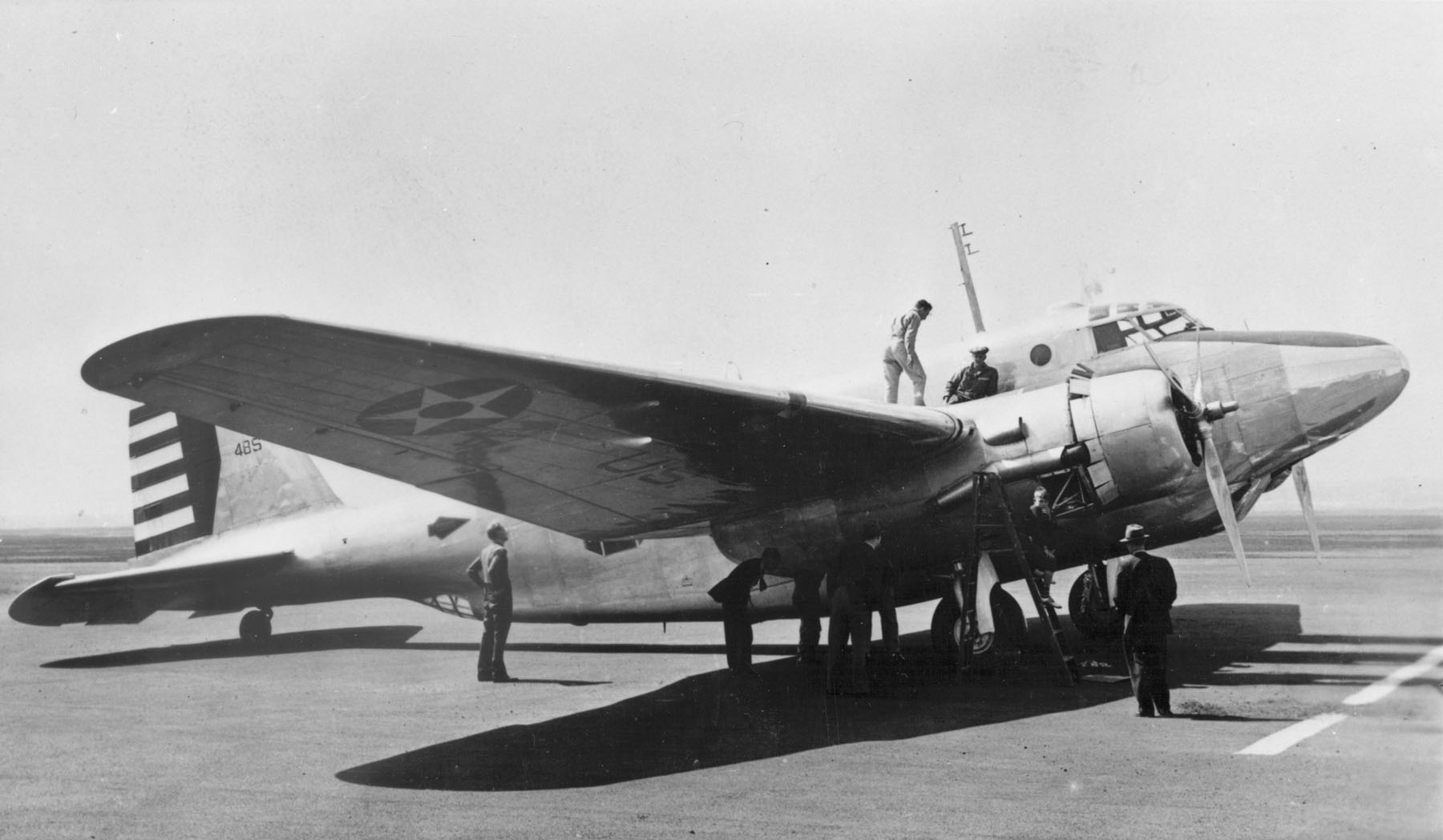
正在進行維護的XB-21

NA-21是北美航空研發的第一架雙引擎軍用飛機，原型機於加州英格爾伍德的工廠製造，並於1936年初開工。NA-21是一款全金屬結構的中置單翼飛機，採用2具Pratt & Whitney R-2180-A Twin Hornet發動機，並配備渦輪增壓器以提高其在高空的飛行性能。
XB-21由六到八名機組人員駕駛，並且具有強大的防禦武器，裝配五挺.30口徑白朗寧M1919中型機槍。除了安裝在機腹的由手動控制外，剩餘的武器計劃安裝液壓驅動在機頭和背部砲塔。內部炸彈艙可攜帶多達10,000pounds(4,500kg)的炸彈，其中2,200pounds(1,000kg)的炸彈可攜帶的範圍為1,900miles(3,100km)。
XB-21於1936年12月22日在洛杉磯國際機場首飛，試飛過程中發現一些小問題。解決這些問題的修改導致飛機被重新命名為NA-39，並被美國陸軍航空兵團命名為XB-21（機的序號為38-485)。並於次年初與道格拉斯飛行器公司的B-18轟炸機進行評估與比較。
在飛行測試過程中，由於砲塔出現問題（包括驅動馬達動力不足和整流罩的問題。）由於這些問題，XB-21 將背部砲塔拆除，並重新設計機頭。
事實證明，XB-21的性能優於其競爭對手，然而由於B-21高昂的造價，因而陸軍最終還是選擇B-18(B-18每架灶霽ㄚ64000美元，而B-21則為122,000 美元）。並購買177架，命名為B-18A。
儘管如此，由於B-21的優異性能，美國陸軍航空兵團最終決定訂購5架，並將其命名為YB-21。而後XB-21由北美航空公司接收，一直充當研究飛機直至退役。
儘管XB-21未能獲得生產合同，但它是北美航空中型轟炸機系列中的第一架，該機為北美航空積累一定的經驗。北美也在後來研製出North American NA-40，而後NA-40再發展成為B-25米切爾型轟炸機，成為第二次世界大戰中不可或缺的一角。

### 註記
1. 1 2 3 4 5 6 7 8  "Factsheets: North American XB-21." National Museum of the United States Air Force. Retrieved: 16 July 2017.
2. 1 2 3 4 5  Baugher, Joe. "North American XB-21." （页面存档备份，存于） American Military Aircraft, 1 August 1999.  Retrieved: 29 July 2011.
3. ↑  Jones 1962, p. 65.
4. 1 2  Yenne 2005, pp. 64–65.
5. 1 2 3 4  Donald 1997, p. 696.
6. 1 2 3  Rusinek 2005
7. 1 2  Reuter 2000, p. 38.
8. ↑  Yenne 2006, p. 87.
9. ↑  Donald 1997, p. 697.

### 書目
- Donald, David, ed. The Complete Encyclopedia of World Aircraft. London: Orbis, 1997. ISBN 0-7607-0592-5.
- Jones, Lloyd S. U.S. Bombers, B1-B70. Fallbrook, California: Aero Publishers, 1962. ASIN B0007FFBSO.
- Reuter, Claus. Development of Aircraft Turrets in the AAF, 1917–1944. New York: S.R. Research & Publishing, 2000. ISBN 1-894643-08-9.
- Rusinek, Ed. "A Tale of Two Dragons." North American Aviation Retirees Bulletin, Winter 2005.
- Yenne, Bill. The American Aircraft Factory in World War II. St. Paul, Minnesota: Zenith Press, 2006. ISBN 0-7603-2300-3.
- Yenne, Bill. The Story of the Boeing Company. St. Paul, Minnesota: Zenith Press, 2005. ISBN 0-7603-2333-X.

### 延伸閱讀
- Engbrecht, Bradley. . Air Enthusiast. March–April 2001, (92): 10–12. ISSN 0143-5450.

## 外部連結
- XB-21 at Aero-Web.org